# Bétaxolol
Le bétaxolol est un bêta-bloquant sélectif des récepteurs bêta1. Il est utilisé dans le traitement de l'hypertension artérielle et du glaucome,. 
Étant un médicament sélectif des récepteurs bêta1, il cause généralement moins d'effets secondaires que les bêta-bloquants non sélectifs. Par exemple, il ne provoque pas de bronchospasme (les voies aériennes inférieures comprenant les récepteurs bêta2 ) comme le propranolol peut le faire. Le bétaxolol montre également une plus grande affinité pour les récepteurs bêta1 que le métoprolol. 

## Intérêt thérapeutique
- Per os, pour la gestion de l'hypertension artérielle.
Comme tous les bêta-bloquants, le bétaxolol présente un effet antagoniste au récepteur adrénergique bêta1. Ces récepteurs sont présents entre autres au niveau du cœur et déclenche une augmentation du rythme cardiaque lorsqu'ils sont activés, notamment par l'adrénaline et la noradrénaline qui sont leurs ligands naturels.
- Par voie ophtalmique, pour la prise en charge du glaucome.
En plus de son effet sur le cœur, le bétaxolol réduit la pression intraoculaire, et est donc utilisable dans le traitement du glaucome. Il est théorisé que cet effet est causé par la réduction de la production de l'humeur aqueuse de l'œil, cependant le mécanisme précis de cet effet n'est pas connu. La réduction de la pression intraoculaire réduit le risque de lésion du nerf optique et de perte de vision chez les patients présentant une pression intraoculaire élevée due au glaucome.

## Contre-indications
- Hypersensibilité allergique au bétaxolol.
- Patients en situation de bradycardie, ou présentant une insuffisance cardiaque manifeste.

## Historique
Le bétaxolol a été breveté en 1975 et approuvé pour un usage médical en 1983.